# Друцкой-Соколинский, Даниил Андреевич
Князь Друцкой-Соколинский Даниил Андреевич — (около 1680 — 4 июля 1752, Нижний Новгород) — российский государственный и военный деятель XVIII века, нижегородский, а ранее белгородский губернатор.

## Биография

### Происхождение
Друцкой-Соколинский происходил из обедневшей части второй ветви древнего русского дворянского рода Друцких, Друцких-Соколинских. Его род ведёт начало от Рюрика. Отец, князь Андрей Семёнович Друцкой, был стольником. До 1696 года женился на Екатерине Петровне Аничковой. Андрей Семёнович участвовал сначала в Черниговском и Крымском походах, а позже в полку Лефорта ходил под Азов. В 1714 году ещё числился в армии, год его смерти неизвестен. Год рождения Даниила Андреевича также неизвестен, вероятнее всего он родился в конце или начале 1680-х гг., но во всяком случае раньше 1696 года, так как в сказке стольника Андрея Семёновича Друцкого, поданной в этом же году в разряд, у него упоминается сын Даниил.

### Военная служба
Как и многие дворянские дети, службу начал в гвардии без какого-либо карьерного роста. Друцкой был исполнительным, старательным и практичным, но при этом — малообщительным, мрачным и мнительным меланхоликом. В 1730 году подписывает прощение дворянства об установлении самодержавия, поданное князем Иваном Трубецким. В 1731 году, после расформирования Кавалергардского корпуса, князь Друцкой становится капитаном лейб-гвардии Измайловского полка. Либо в конце 1732, либо в начале 1733 года становится подполковником и переводится в Украинский корпус. В 1733 году выдаёт свою дочь Анну за валашского боярина Матея Хереску. У них рождаются три ребёнка, среди которых будущий поэт, младшенький — Михаил Херасков. В ноябре 1735 года, Анна выходит замуж за Никиту Трубецкого. Находясь в Петербурге, она заводит дружбу с графом фон-Минихом, который активно помогал ей. Это также отразилось и на Друцких. Миних был крестным отцом нескольким детям Трубецкого и кумом жене Друцкого и её дочери Дарьи. В 1738 году князь Д. А. Друцкой служит в Белозерском пехотном полку полковником. 12 мая 1739 года, по ордеру Миниха, переводится в Вятский драгунский полк «тем же рангом». В этом полку Даниил Андреевич прослужил недолго: 30 июля 1739 года он был «выключен» из списков полка вследствие того, что, «по ордеру» того же Миниха, «для излечения его болезни отпущен на 2 года в Москву».

### На посту губернатора
Болезнь, однако, не помешала князю Друцкому определиться «к статским делам». Благодаря своему зятю, Никите Юрьевичу Трубецкому, который с апреля 1740 года являлся Генерал-прокурором Сената, добился карьерного роста по гражданским чинам. 3 марта 1740 года, становится Белгородским губернатором. 20 января 1741 года, произведён из полковников в действительные статские советники. 6 февраля 1742 года, назначается Нижегородским губернатором.
Первым указам, только что прибывшего в Нижний Новгород, Друцкого стал наказ городской ратуши о тщательном надзоре за соленными продажами. Друцкой понимал, что основной доход государственной казны приносит добыча и продажа соли.
Сразу последовали новые рекрутские наборы. Друцкой стал руководить надзором за поставкой в армию лошадей, сабельного и порохового оружия. Стараниями нового губернатора качество Павловской продукции к концу 1740-х годов не уступало сестрорецкой и тульской продукции.
Князь Данила Андреевич организовал отправку 20 тысяч крестьян на строительство Ладожского канала. При нём началась реконструкция Макарьевской ярмарки. Не стояла без дела и судоверфь в Балахне, на ней строили торговые суда. Именно Друцкий внедрил в Нижнем новую технологию – ручную распиловку брёвен на доски.
19 октября 1743 года в Нижнем Новгороде случился пожар, тушением которого занимался лично Друцкой. При этом выгорела Ильинская улица.
Скончался 4 июня 1752 года, в Нижнем Новгороде, после продолжительной болезни, до последнего оставаясь на должности губернатора Нижегородской губернии.

## Семья
По поступлению на службу, женился на Авдотье Богдановне Чаплыгиной, от которой имел пятеро детей.
1. Трубецкая (с 1735) Хераскова (до 1735) (в девичестве Друцкая) Анна Даниловна — (1712 — ок.1780), три раза была замужем. От первого брака имела трёх детей, среди которых был поэт Херасков. От второго брака с Трубецким, родила пятерых детей. От третьего брака, детей не имела.
2. Друцкой Андрей Данилович — (1730 — 17 декабря 1798), секунд-майор. Имел двух детей: сына Сергея (17 июля 1765) и дочь Варвару (22 октября 1769).
3. Урусова (в девичестве Друцкая) Ирина Даниловна — жена князя Сергея Васильевича Урусова, от него пять детей.
4. Вяземская (в девичестве Друцкая) Татьяна Даниловна — жена князя Ивана Прохоровича Вяземского, от него имела сына, Вяземского Сергея Ивановича.
5. Новосильцева (в девичестве Друцкая) Елизавета Даниловна — жена Филиппа Васильевича Новосильцева. Родила от него четырёх детей.
6. Друцкая Дарья Даниловна.

При вступление на должность губернатора, он женился на вдове майора Анне Андреевне Григоровой, урожденной Лихаревой. От предыдущего брака остался один сын: Пётр Гаврилович Григоров. После того как она второй раз овдовела, от Друцкого остались малолетние дети:
1. Друцкая Елена Даниловна — (? — 20 октября 1756).
2. Друцкой Александр Данилович — (? — 1759).
3. Друцкой Богдан Данилович — (? — 23 декабря 1756).